# Liegi-Bastogne-Liegi 1966
La Liegi-Bastogne-Liegi 1966, cinquantaduesima edizione della corsa, fu disputata il 2 maggio 1966 per un percorso di 253 km. Fu vinta dal francese Jacques Anquetil, giunto al traguardo in 6h59'45" alla media di 36,164 km/h, precedendo i belgi Victor Van Schil e Willy In't Ven. La vittoria fu successivamente assegnata a Victor Van Schil in quanto Anquetil si rifiutò di presentarsi al test antidoping. Nei mesi successivi, però, il primo posto fu restituito ad Anquetil.
I corridori che portarono a termine la gara al traguardo di Liegi furono in totale 28.

## Ordine d'arrivo (Top 10)
| Pos. | Corridore        | Squadra                    | Tempo    |
| ---- | ---------------- | -------------------------- | -------- |
| 1    | Jacques Anquetil | Ford France-Hutchinson     | 6h59'45" |
| 2    | Victor Van Schil | Mercier-Hutchinson-BP      | a 4'53"  |
| 3    | Willy In't Ven   | Dr. Mann-Grundig           | a 4'54"  |
| 4    | Walter Godefroot | Wiel's-Groene Leeuw-Gancia | a 5'04"  |
| 5    | Willy Planckaert | Roméo-Smith's              | a 5'24"  |
| 6    | Michele Dancelli | Molteni                    | s.t.     |
| 7    | Willy Bocklant   | Dr. Mann-Grundig           | s.t.     |
| 8    | Eddy Merckx      | Peugeot-Michelin-BP        | s.t.     |
| 9    | Joseph Huysmans  | Dr. Mann-Grundig           | s.t.     |
| 10   | Roger Swerts     | Mercier-Hutchinson-BP      | s.t.     |